# Лаза (Италия)
Лаза (Лас, итал. Lasa, нем. Laas) — коммуна в Италии, располагается в провинции Больцано области Трентино-Альто-Адидже.
По данным на сентябрь 2017 года население коммуны составляет 4030 человек, плотность населения составляет 34 чел./км². Занимает площадь 110 км². Почтовый индекс — 39023. Телефонный код — 0473.
Покровителем коммуны почитается святой Иоанн Предтеча, празднование 24 июня.